# Tethionea strumosa
Tethionea strumosa là một loài bọ cánh cứng trong họ Cerambycidae.